# Leonie Schütter
Leonie Schütter (geboren am 5. Januar 1998 in Wuppertal) ist eine deutsche Basketballspielerin. Sie spielt sowohl auf der Aufbau- als auch auf der Flügelposition.

## Leben
Im Alter von zehn Jahren startete Leonie Schütter ihre Basketballkarriere beim TB Wülfrath. Nach dem Wechsel zum TSV Hagen wurde sie schon 2012 als Vierzehnjährige im U-17-Bundesligateam eingesetzt und konnte mit dem Team die deutsche Vizemeisterschaft erreichen. Im mit 81:70 gewonnenen Spiel gegen die hoch gehandelten Metropol Baskets Hamburg erzielte sie dabei 53 der 81 Punkte ihres Teams. 2014 reichte es zum Meistertitel in der WNBL. Im gleichen Jahr konnte sie mit der deutschen Nationalmannschaft der U16 den Titel eines B-Europameisters feiern und dabei helfen, dass das deutsche Nationalteam U16 in die A-Europameisterschaftsrunde aufstieg. Leonie Schütter trug mit 14,4 Punkten, 3,6 Rebound und einem Assist pro Spiel zu diesem Erfolg bei.
Bereits in der Saison 2014/2015 avancierte die 16-jährige Leonie Schütter zur Stamm- und Führungsspielerin im Zweitligateam der Phoenix Hagen Ladies. Ihr Trainer Tobit Schneider lobte die Jugendnationalspielerin mit den Worten: „Sie hat eine gute Antizipationsfähigkeit, einen sehr guten Wurf, ist Linkshänderin, kann aber beidhändig abschließen“. Mit durchschnittlich 13,4 Punkten war sie in der Saison 2014/2015 die zweitbeste Korbwerferin ihres Teams und erhielt eine Einsatzzeit von durchschnittlich knapp 30 Minuten pro Spiel.
Nach dem Abstieg der Phoenix Hagen Ladies wechselte sie zum Zweitligisten BBZ Opladen.